# The Friend Catcher
The Friend Catcher – drugi singel grupy The Birthday Party wydany 11 października 1980 roku. Płytę wydano w 12" formacie w 1980 a wznowiono jako EP w 1983 roku. Utwory zawarte na płycie to:
1. The Friend Catcher
2. Waving My Arms
3. Cat Man